# Marriott Hotels & Resorts
Marriott Hotels & Resorts es la marca de hoteles y complejos turísticos de servicio completo de Marriott International con sede en Bethesda, Maryland, Estados Unidos. Al 30 de junio de 2020, había 582 hoteles y resorts con 205,053 habitaciones operando bajo la marca, además de 160 hoteles con 47,765 habitaciones planificadas para su desarrollo.

## Historia

### Fundación y primeros años
La cadena de hoteles Marriott comenzó cuando la empresa de restaurantes Hot Shoppes, Inc. decidió diversificarse en hoteles.  Su primer hotel abrió sus puertas en 1957 en Virginia, el Marriott Motor Hotel, adyacente al Pentágono y al Aeropuerto Nacional de Washington. El segundo hotel de la compañía fue el cercano Marriott Key Bridge Motor Hotel, inaugurado en 1959. A esto pronto le siguieron Marriott Motor Hotels en Dallas en 1960, Filadelfia en 1961, Atlanta en 1965 y Saddle Brook, Nueva Jersey en 1966.
Hot Shoppes, Inc. pasó a llamarse Marriott Corporation en 1967, momento en el que operaba 8 hoteles.
En 1967, Marriott adquirió su primer hotel resort, el histórico Camelback Inn en Arizona, Estados Unidos.  En 1969, se inauguró el Paraiso Marriott, el primer hotel Marriott internacional, en Acapulco, México. Ese mismo año, Marriott compró la famosa Essex House con vista a Central Park en la ciudad de Nueva York.
En 1972, la división de alojamiento de Marriott adquirió la línea de cruceros Sun Line, con sede en Grecia, de la que fue propietaria hasta 1987.
En 1975, Marriott Hotels & Resorts se expandió a Europa con la apertura del Amsterdam Marriott.
En estas primeras décadas, Marriott International fue propietario y administró muchos de los hoteles de su cartera. En 1993, la empresa decidió escindir las operaciones de propiedad inmobiliaria como una nueva empresa, Host Marriott, manteniendo los servicios de gestión hotelera bajo el nombre de la empresa Marriott International.

### Desarrollo desde 2000
En 1999, había más de 360 Marriott Hotels & Resorts en 47 países, y en noviembre de 2010, Marriott Hotels & Resorts anunció la apertura de lo que se dice era su propiedad número 500, el Pune Marriott Hotel & Convention Centre, en Pune, India. En septiembre de 2005, Marriott Hotels & Resorts dio a conocer sus primeros diseños de habitaciones nuevos en diez años. Las nuevas habitaciones, denominadas "mSpot", cuentan con líneas limpias y tecnología actualizada.
En agosto de 2020, Marriott anunció que pondría fin a su programa Make A Green Choice.
En julio de 2022, el Hotel Marriott reveló que se habían violado los datos de la empresa. Los piratas informáticos pudieron comprometer los datos de los hoteles, lo que generó 20 GB de datos que incluían documentos e información internos además de datos de los consumidores, como información de tarjetas de crédito. Los piratas informáticos irrumpieron en un servidor del hotel Marriott en el aeropuerto internacional de Baltimore-Washington. El grupo compartió capturas de pantalla de información de los clientes y estuvo en contacto con la cadena de hoteles.  Esta violación de datos marca la tercera violación de datos de la empresa en los últimos cuatro años.
En 2023, se abrió una investigación penal contra Marriott en Polonia, alegando que actuó de manera fraudulenta y poco ética contra la empresa Lim, propietaria de un hotel en Varsovia. Durante el período de COVID-19, Marriott no mantuvo el mantenimiento del hotel y transfirió los costos de mantenimiento del hotel vacío a Lim Company. Al mismo tiempo, Marriott impidió que Lim Company alquilara el hotel al Fondo Nacional de Salud para alojamiento de médicos o contratara acuerdos publicitarios hasta que Lim Company pagara bonificaciones injustificadas a Marriott.